# Béceleuf
Béceleuf település Franciaországban, Deux-Sèvres megyében. Lakosainak száma 760 fő (2022. január 1.). Béceleuf Ardin, Faye-sur-Ardin, Fenioux, Surin és Xaintray községekkel határos.

## Népesség
A település népességének változása:
| Lakosok száma | 739  | 749  | 767  | 757  | 765  | 774  | 780  | 770  | 760  |
|               | 2013 | 2015 | 2016 | 2017 | 2018 | 2019 | 2020 | 2021 | 2022 |